# 246821 Satyarthi
246821 Satyarthi è un asteroide della fascia principale. Scoperto nel 2009, presenta un'orbita caratterizzata da un semiasse maggiore pari a 3,0836734 UA e da un'eccentricità di 0,1437322, inclinata di 5,22603° rispetto all'eclittica.
L'asteroide è dedicato all'attivista indiano Kailash Satyarthi.